# London Critics’ Circle Film Award/Beste britische Darstellerin
Seit 1994 wird bei den London Critics’ Circle Film Awards die beste britische Darstellerin geehrt.
Bisher waren Judi Dench dreimal sowie Kate Winslet und Florence Pugh je zweimal erfolgreich.

## Preisträgerinnen
Anmerkung: Die Preisverleihung bezieht sich immer auf Filme des vergangenen Jahres, Preisträgerinnen von 2007 stammen also aus dem Filmjahr 2006.
| Jahr | Preisträgerin        | Film |
| 1994 | Miranda Richardson   | Verhängnis (Damage) |
| 1995 | Crissy Rock          | Ladybird, Ladybird |
| 1996 | Kate Winslet         | Heavenly Creatures |
| 1997 | Brenda Blethyn       | Lügen und Geheimnisse (Secrets & Lies)                                                                                  |
| 1998 | Judi Dench           | Ihre Majestät Mrs. Brown (Mrs. Brown)                                                                                   |
| 1999 | Helena Bonham Carter | Wings of the Dove – Die Flügel der Taube                                                                                |
| 2000 | Emily Watson         | Die Asche meiner Mutter (Angela’s Ashes)                                                                                |
| 2001 | Julie Walters        | Billy Elliot – I Will Dance                                                                                             |
| 2002 | Judi Dench           | Iris |
| 2003 | Lesley Manville      | All or Nothing |
| 2004 | Anne Reid            | Die Mutter – The Mother                                                                                                 |
| 2005 | Kate Winslet         | Vergiss mein nicht! (Eternal Sunshine of the Spotless Mind)                                                             |
| 2005 | Eva Birthistle       | Just a Kiss (Ae Fond Kiss)                                                                                              |
| 2006 | Rachel Weisz         | Der ewige Gärtner (The Constant Gardener)                                                                               |
| 2007 | Helen Mirren         | Die Queen (The Queen)                                                                                                   |
| 2008 | Julie Christie       | An ihrer Seite (Away from Her)                                                                                          |
| 2009 | Kristin Scott Thomas | So viele Jahre liebe ich dich                                                                                           |
| 2010 | Carey Mulligan       | An Education |
| 2011 | Lesley Manville      | Another Year |
| 2012 | Olivia Colman        | Die Eiserne Lady / Tyrannosaur – Eine Liebesgeschichte                                                                  |
| 2013 | Andrea Riseborough   | Shadow Dancer |
| 2014 | Judi Dench           | Philomena |
| 2015 | Rosamund Pike        | Gone Girl – Das perfekte Opfer / Ein Schotte macht noch keinen Sommer                                                   |
| 2016 | Saoirse Ronan        | Brooklyn – Eine Liebe zwischen zwei Welten / Lost River                                                                 |
| 2017 | Kate Beckinsale      | Love & Friendship |
| 2018 | Sally Hawkins        | Shape of Water – Das Flüstern des Wassers / Maudie / Paddington 2                                                       |
| 2019 | Jessie Buckley       | Beast |
| 2020 | Florence Pugh        | Fighting with My Family / Midsommar / Little Women                                                                      |
| 2021 | Morfydd Clark        | Eternal Beauty / Saint Maud                                                                                             |
| 2022 | Tilda Swinton        | Memoria / The Souvenir Part II / The French Dispatch                                                                    |
| 2023 | Florence Pugh        | Don’t Worry Darling / Der gestiefelte Kater: Der letzte Wunsch (Puss in Boots: The Last Wish) / Das Wunder (The Wonder) |
| 2025 | Saoirse Ronan        | Blitz / The Outrun |